# Sulphur (Louisiana)
Sulphur (franciául: Soufre) település Louisianában, az Amerikai Egyesült Államokban. Lakossága 2000-ben 22 512 volt, ezzel Sulphur az állam 13. legnagyobb városa. A város lakossága jelentős számban francia eredetű.

## Története
A város a nevét a kénről kapta, ami az 1800-as években a környék jólétét biztosította. A várost eredetileg Sulphur Citynek hívták. Thomas Kleinpeter mérnök volt az, aki 1878-ban feltette Sulphurt a térképre. Az első házakat és a templomot 1885-ben John Thomas Henning építette. Az első katolikus miséket Jacques Toniette otthonában tartották. A város újságja a The Sulphur Progress volt.
2005 szeptemberének végén a Rita-hurrikán a texasi-louisiani határ mellett csapott le, több ezer házat elpusztítva Calcasieu megyében és környékén, ahogy Dél-Louisianában és Texasban is.

## Lakossága
A 2000-es népszámlálás szerint a város lakossága 22 512 fő, ehhez 7901 háztartás és 5601 család tartozik. A népsűrűség 2,043 fő/km².
A város lakosság afaji megoszlás szerint 93,43% fehér, 0,33 afro-amerikai, 0,3% őslakos, 0,37% ázsiai, 0,04% óceániai, 0,35 más rasszból és 1,06 kevert rasszokból. A város hispán vagy latin lakossága 1,49%.
A város 18 év alatti lakosai a teljes népesség 27,1%-át alkotják, 18 és 24 év közöttiek a 9,5%-át, 25 és 44 év közöttiek 28,2%-át, a 45 és 64 év közöttiek a 21,7%-át, a 65 év felettiek csak 13,4%-át. Az átlagéletkor 35 év volt.

## Híres lakosok
- Grady A. Dugas, M.D. (1923-2007), a tolószékek biztonsági fékének feltalálója
- Casey Daigle, baseball-játékos (Houston Astros)
- Michael Durham, profi birkózó
- Rich Ellender, amerikai-futball-játékos (Houston Oilers)
- Herman Frasch, feltaláló
- Claude Kirkpatrick (1917-1997), louisianai képviselő (1952-1960)
- Janice Lynde, színésznő
- Howie Simon, hollywoodi publicista, Sulphurban nőtt fel.
- Chris Hill, gerelyhajító, a 6. legjobb amerikai gerelyhajító